# Морозов Анатолій Олексійович
Анато́лій Олексі́йович Моро́зов (нар. 9 травня 1939, Київ) — український вчений-кібернетик, доктор технічних наук, професор, член-кореспондент Національної академії наук України, дійсний член (академік) Міжнародної академії інформатики та Академії технологічних наук Росії, Президент Академії технологічних наук України, Заслужений діяч науки і техніки України, засновник та науковий керівник школи «Теорія і практика створення інтелектуальних автоматизованих систем підтримки прийняття колективних рішень (типа Ситуаційний центр)». Автор понад 300 наукових робіт, у тому числі 7 монографій, 82 винаходів, ряду статей у вітчизняних і закордонних журналах.

## Біографія
Анатолій Олексійович Морозов народився у м. Києві 9 травня 1939 року.
Закінчив Київський політехнічний інститут у 1961 році, аспірантуру Інституту кібернетики Академії наук УРСР у 1972 році.
З 1961 по 1969 роки Анатолій Олексійович пройшов шлях від інженера до головного конструктора проєкту Інституту кібернетики АН УРСР. Працював під керівництвом відомого українського кібернетика — академіка В. М. Глушкова, є його учнем і продовжувачем ряду наукових напрямків .
Одна з перших розробок, що принесла заслужене визнання А. О. Морозову — автоматизована система керування підприємством з масовим характером виробництва «Львів», головним конструктором якої він був. В 1970 році В. М. Глушкову, з колективом авторів, серед яких був і Анатолій Морозов, за цю розробку присуджена Державна премія УРСР в галузі науки і техніки.
Одна з наступних важливих для вітчизняної науки розробок Анатолія Олексійовича — робота зі створення Центра керування польотами в Підлипках (м. Корольов), за яку в 1977 році була присуджена Державна премія СРСР (у складі авторського колективу).
Серйозних і соціально-вагомих робіт у Анатолія Олексійовича Морозова було чимало. Буквально відразу після чорнобильської катастрофи — з 1 травня 1986 року, — Анатолій Олексійович був у зоні катастрофи. Понад рік тривала напружена робота з ліквідації наслідків аварії на ЧАЕС. Саме в той час за допомогою ситуаційно-кризового центру розробки А. О. Морозова й під його безпосереднім керівництвом була створена система оцінки безпеки водних ресурсів і визначена можливість використання води в річці Дніпро, з якої споживає воду понад половини населення України.
Одна з найвідоміших розробок А. О. Морозова, що використовується в наш час — автоматизована система інформаційного забезпечення депутатів всіх рівнів, призначена для підтримки прийняття рішень органами державної влади «Рада». Таких систем впроваджено й працює більше двадцяти в радах різних рівнів як в Україні, так і за кордоном.
1983 року А. О. Морозов — доктор технічних наук, 1986 р. — професор, 1988 р. — член-кореспондент Національної академії наук України, 2015 р. — академік Національної академії наук України.
З 1969 по 1982 рік — завідувач відділом, заступник головного інженера, заступник директора Спеціального конструкторського бюро математичних машин і систем Інституту кібернетики АН УРСР (СКБ ММС).
З 1983 р. — директор СКБ ММС, а з 1992 до 2021 року — директор Інституту проблем математичних машин і систем НАН України (ІПММС НАН України), заснованого на базі СКБ ММС з ініціативи А. О. Морозова.
У 1991 році Анатолій Олексійович Морозов став одним із засновників Академії технологічних наук України і із цього ж року по теперішній час є Президентом Академії.

Під керівництвом А. О. Морозова захищено 14 докторських і 31 кандидатська дисертація.

## Сфера наукової діяльності
Методи дослідження і розробки автоматизованих систем управління різних класів, проблемно-орієнтованих комплексів, моделювання, ситуаційне управління, ситуаційні центри.

## Міжнародне визнання
А. О. Морозов відомий в Росії, США, Японії, Німеччині, Франції, Великій Британії, Португалії, Туреччини та інших країнах світу як розробник автоматизованих систем управління і систем прийняття колективних рішень, ситуаційних центрів різних класів.

## Нагороди
- 1970 р. — Державна премія УРСР в галузі науки і техніки. За розробку й впровадження АСУ радіотехнічними підприємствами масового виробництва — системи «Львів».
- 1973 р. — Республіканська премія ЛКСМУ імені М. Островського. За розробку проблемно-орієнтованих технічних комплексів АСУ і їхнє впровадження в народне господарство.
- 1974 р. — Державна премія СРСР. За створення центра керування космічними польотами.
- 1981 р. — Премія Ради Міністрів СРСР. За розробку й впровадження в народне господарство комплексу програмно-технічних засобів для створення багаторівневих автоматизованих систем збору, передачі й обробки даних (система БАРС).
- 1985 р. — Державна премія СРСР. За розробку й впровадження ГВС.
- 1986 р. — Орден Трудового Червоного Прапора. За роботу в Чорнобилі при ліквідації наслідків аварії на ЧАЕС. Медалі.
- 1991 р. — Премія імені С. Лебедєва. За розробку теоретичних основ і створення цифрових систем керування технологічними процесами.
- 1991 р. — Заслужений діяч науки й техніки України.
- 1991 р. — Почесна грамота Республіки Узбекистан.
- 1992 р. — Лауреат Державної премії України в галузі науки і техніки за роботу в галузі приладобудування.
- 1993 р. — Премія імені В. М. Глушкова. За цикл робіт «Методи управління й обробки динамічних прикладних систем».
- 1998 р. — Лауреат Державної премії України в галузі науки і техніки за розробку системи інформаційно-аналітичного забезпечення законотворчої й правозастосовчої діяльності.
- 1999 р. — Подяка Президента України й Подяка Глави Верховної Ради України за значний особистий внесок у справі впровадження новітніх інформаційних технологій у законотворчу діяльність парламенту.
- 2002 р. — «Людина року» у номінації «Учений року».
- 2006 р. — Почесна грамота Верховної Ради України.
- 2008 р. — Орден «За заслуги» ІІІ ступеня. За видатні особисті заслуги в розвитку вітчизняної науки, зміцнення науково-технічного потенціалу Української держави й з нагоди 90-річчя Національної академії наук України.

## Основні роботи
- Морозов А. А., Ященко В. А. Ситуационные центры. Информационные технологии будущего. — Киев: СП «Интертехнодрук», 2008. — 332 с.
- Морозов А. А.. Косолапов В. Л. Информационно-аналитические технологии поддержки принятия решений на основе регионального социально-экономического мониторинга. — Киев: Наукова думка, 2002. — 230 с.
- Соціально-економічні наслідки техногенних катастроф: експертне оцінювання / Морозов А. О., Саєнко Ю. І., Косолапов В. Л. та ін.. — К.: Стилос, 2000, — 260 с.
- Морозов А. А., Ященко В. А. Интеллектуализация ЭВМ на базе нового класса нейроподобных растущих сетей. — Киев: ГКПП «ТИРАЖ», 1997, — 125 с.
- Морозов А. А., Вьюн В. И., Кобозев А. А., Паничевская Т. А., Теслер Г. С. Справочник-словарь терминов АСУ / Под. ред. д.т.н. Ю. Е. Антипова, член.-кор. АН УССР А. А. Морозова. — Москва: Радио и связь, 1990. — 128 с.
- Морозов А. А., Кривоносов Ю. А. Мини- и микро-ЭВМ: Справочник. Киев: Выща школа, 1990. — 287 с.
- Технические средства в АСУ. Машиностроение / Морозов А. А., Свиридов В. В. и др. — Москва, 1985, — 386 с.